# ЦЕР (компьютер)
ЦЕР (сербохорв. Cifarski Elektronski Računar / Цифарски Електронски Рачунар, Цифровой Электронный Компьютер) — серия ранних югославских компьютеров на электронных лампах и транзисторах, производимых институтом Михаила Пупина в 1960-е и 1970-е годы. Применялись как в военной, так и гражданской сферах. Самыми распространёнными стали ЦЕР-22, ЦЕР-200 и ЦЕР-12, использовавшихся для обработки деловых данных в государственных предприятиях, банках, госслужбах. Некоторые использовались вплоть до самого конца существования СФРЮ. Для военных целей использовались преимущественно ЦЕР-11, ЦЕР-101 и ЦЕР-111.
Первым компьютером в данной серии стал ЦЕР-10. Он же стал первым оригинальным югославским компьютером, первым произведённым на Балканах компьютером, а также вошёл в десятку первых европейских цифровых вычислительных машин. Финансирование сборки первого компьютера контролировал лично Иосип Броз Тито. В команду профессоров и инженеров, занимавшихся разработкой компьютеров семейства ЦЕР, входили академик Райко Томович, профессор Ахмед Манджич, профессор Тихомир Алексич, инженер Петар Врбавац, доктор Вукашин Масникоса, инженер Душан Христович и доктор Милойко Марич. В отличие от параллельных европейских компьютеров, серийные компьютеры ЦЕР являлись динамическими.

## Модельный ряд
- ЦЕР-10: произведён в 1960 году. Авторы: команда учёных во главе с профессором Тихомиром Алексичем. Первый югославский цифровой электронный компьютер, спроектирован в институте ядерных наук «Винча». Принципы работы: электронные лампы, транзисторы, электронные реле, память на магнитных сердечниках, перфокарты и бумажные ленты. Работал в здании СКНЕ-Танюг для нужд властей СФРЮ в 1963—1967 годах.
- ЦЕР-2: произведён в 1963 году. Модель-прототип.
- ЦЕР-20 и ЦЕР-30: произведены в 1964 и 1966 годах соответственно. Авторы: команда учёных во главе с профессорами Тихомиром Алексичем и Неделько Парезановичем. Прототипы электронной вычислительной машины для предприятий ЕИ Ниш и RIZ (Загреб).
- ЦЕР-11: произведён в 1966 году. Авторы: команда учёных во главе с профессором Тихомиром Алексичем. Мобильный внедорожный военный компьютер ЮНА. Принципы работы: транзисторы, память на магнитных сердечниках, бумажные ленты телетайпа.
- ЦЕР-200: произведён в 1966 году. Авторы: инженеры М.Момчилович и Р.Дробнякович, профессор М.Дабич. Серия из 18 электронных вычислительных машин. Работали в институте Михаила Пупина, на предприятиях «Югопетрол-Београд», «Планинка» (Крань), PIK (Тамиш), GIK (Банат), Канал ДТД (Нови-Сад), Югодрво (Белград), ЕИ Ниш, ВМА, «Механография» и «Польобанка» (Белград).
- ЦЕР-22: произведён в 1967 году. Автор: инженер Душан Христович. Три экземпляра для банковских онлайн-операций и обработки деловой информации; использовались в предприятиях «Беобанк», «Югопетрол-Београд» и белградской службе управления водопроводом и канализацией. Принципы работы: транзисторы, интегральные микросхемы, память на магнитных сердечниках, перфокарты и бумажные ленты, магнитные диски CDC-854, быстрый построчный принтер.
- ЦЕР-202 и ЦЕР-203: произведены в 1968 и 1972 годах соответственно. Авторы: инженеры М.Момчилович и Р.Дробнякович, профессор М.Дабич. Новые версии вычислительных машин. Использование аналогично ЦЕР-200.
- ЦЕР-12: произведён в 1971 году. Авторы: инженеры Бранимир Лепосавич и Петар Врбавац. Электронная вычислительная машина для обработки деловой информации, работала в институте Михаила Пупина и кредитном банке «Зренянин». Принципы работы: сверхбольшие интегральные схемы  с монтажом накруткой, магнитные диски CDC, магнитные ленты Ampex, быстрый построчный принтер, дисплей-монитор и иное современное оборудование.
- ЦЕР-101 и Космос: произведены в 1973 году. Автор: инженер Боголюб Миливоевич. Мобильный внедорожный компьютер, размещаемый в военном грузовике. Использовался в Военно-техническом институте Югославской народной армии. Принципы работы: сверхбольшие интегральные схемы, память на магнитных сердечниках, телетайпы, магнитный барабан Vermont 1004, построчный принтер.
- ЦЕР-111: произведён в 1975 году. Автор: профессор Владислав Паунович. Мобильный внедорожный военный компьютер, использовался ЮНА до 1989 года. Принципы работы: сверхбольшие интегральные схемы с монтажом накруткой, HD-диск Singer и быстрый построчный принтер.